# 焚猪验尸
焚猪验尸是一篇古代文言文作品，出自折狱龟鉴。作者郑克。

## 文章大意
张举是吴国句章的县官。该县有一女子杀了丈夫，再放火烧毁房屋，谎称“丈夫是被大火烧死的”。丈夫家的人怀疑，向官府告状。于是张举牵来两头猪，一头杀死，一头活着，用柴火架着焚烧。被活着烧死的猪嘴里有灰，死后再烧的嘴里没有灰。死者嘴里果然没有灰，经再三审讯后女子承认了罪行。

## 断案原理
活猪被投入火中后由于灼伤疼痛会拼命挣扎并大口地喘气，柴火的灰末、碎屑就会被其吸入口腔和鼻孔，所以口鼻中会有灰末和碎屑。死猪的猪肌肉已经僵死，鼻子不能呼吸，口腔紧闭，灰末和碎屑不能进入。张举以此推类，最终正确处理了案件。

## 古籍简介
《折狱龟鉴》，又名《决狱龟鉴》。分为〈释冤〉(上、下)、〈辨诬〉、〈鞫情〉、〈议罪〉、〈宥过〉、〈惩恶〉、〈察奸〉、〈核奸〉、〈擿奸〉、〈察慝〉、〈证慝〉、〈钩慝〉、〈察盗〉、〈迹盗〉、〈谲盗〉、〈察贼〉、〈迹贼〉、〈谲贼〉、〈严明〉、〈矜谨〉等20类。